# Státní znak Nikaraguy
Státní znak Nikaraguy je trojúhelník (jeho strany symbolizují rovnost, pravdu a právo), ve kterém se na hranicích dvou oceánů zvedá pět zelených vulkánů, symbolizujících Nikaraguu, Honduras, Guatemalu, Kostariku a Salvador, které se v letech 1823 až 1839 sdružily do Spojené provincie Střední Ameriky. Nad nimi je frygická čapka svobody, okolo které jsou sluneční paprsky a duha míru. Okolo trojúhelníku je do kruhu text zlatým písmem, v horní části opis „REPÚBLICA DE NICARAGUA" (česky Nikaragujská republika) a v dolní „AMERICA CENTRAL" (česky Střední Amerika). Barvy znaku jsou převzaté z vlajky již zmíněných Spojených provincií z roku 1823. Nikaragujský státní znak vychází stejně jako státní znak Salvadoru ze znaku používaného Středoamerickou federativní republikou.

Znak Spojených provincií Střední Ameriky v Nikaragui (1823–1824)
Nikaragujský státní znak (1854–1908)
Nikaragujský státní znak (1908–1971)